# Sporisorium langdonii
Sporisorium langdonii är en svampart som beskrevs av Vánky 1994. Sporisorium langdonii ingår i släktet Sporisorium och familjen Ustilaginaceae.   Inga underarter finns listade i Catalogue of Life.